# Anders Ehrenberg
Jarl Anders Lennart Ehrenberg, född 2 maj 1926 i Falun, död 20 juni 2025 i Vällingby distrikt, var en svensk ingenjör, kemist och biofysiker. 
Ehrenberg blev civilingenjör vid Kungliga tekniska högskolan 1950 och disputerade 1962 för filosofie doktorsgrad vid Stockholms universitet.  Han blev samma år docent i biokemi med biofysik vid Stockholms universitet, var 1963–1967 laborator vid Karolinska institutet och därefter 1967–1992 professor i biofysik vid Stockholms universitet. Han blev ledamot av Vetenskapsakademien 1974.
Ehrenberg var son till överläkaren Lennart Ehrenberg och hans hustru gymnastikdirektören Gunhilda Ehrenberg, född Månsson, samt bror till Lars och Gösta Ehrenberg. Ehrenberg var vidare sonson till Gustaf Peterson.